# らいらっく
らいらっくは、新日本海フェリーが運航しているフェリー。

## 概要
石川島播磨重工業横浜第3工場で建造され、2002年4月5日に新潟～小樽航路に就航した。2000年11月に施行された高齢者、身体障害者等の公共交通機関を利用した移動の円滑化の促進に関する法律（交通バリアフリー法）に準拠した設計となっており、日本国内の長距離フェリーでは初のバリアフリー対応の新造船となった。全長は巨大船に該当しない限界の199.90mとされた。
本船とゆうかりの就航により、従来、新潟～小樽航路に就航していたフェリーあざれあ、フェリーしらかばは、敦賀～新潟～秋田～小樽航路の寄港便に転配された。
2017年3月9日、「らべんだあ」の就航に伴い苫小牧東-秋田-新潟-敦賀航路へ転配された。

## 船体
甲板は5層で、下層から順に1・2甲板が車両積載区画、3甲板が旅客区画および乗組員区画、4甲板が旅客区画、5甲板が操舵室となっている。船尾中央と船尾右舷側にランプウェイを装備する。 

### 船室
5F
- スイートルーム（ツイン×4室） - バス、シャワートイレ、洗面所、専用テラス付、食事サービス
- デラックスルームA（ツイン×20室） - バス、シャワートイレ、洗面所、専用テラス付
- デラックスルームB（ツイン×6室、和室×4室） - バス、シャワートイレ、洗面所付

4F
- ステートルームB（二段ベッド2台×24室、和室×20室） - 洗面所付、アウトサイド（窓あり）
- ステートルームB（ツイン×30室） - 洗面所付、インサイド（窓あり）

3F
- ツーリストS（シングル×36室） - 半個室、インサイド
- ツーリストA  (二段ベッド×21室 旧・ツーリストJ）－　アウトサイド（窓あり）
- ツーリストB（二段ベッド×10室） - インサイド
- ツーリストJ（大部屋 竣工時22室、2017年改装時1室） - アウトサイド（窓あり）
- ドライバールーム（8室）

### 船内設備
供食・物販設備
- グリル「Sounion」（5F）
- レストラン「Tahiti」（5F）
- カフェ「Habana」（5F）
- ショップ（4F）

パブリックスペース
- エントランス（4F）
- プロムナード（5F）
- フォワードサロン「La Plage」（5F）
- スモーキングルーム「Submarine」（4F）
- 公衆電話（ワイドスター）
- 案内所（4F）

入浴設備
- 大浴場（5F） - サウナ付
- ランドリー

娯楽設備
- ビデオシアター（6F）
- ビデオルーム（4F）
- スポーツコーナー（5F）
- ゲームルーム（5F）

## 事故
2005年11月7日、4時15分ごろ、強風下で小樽港に入港する際、曳船を使用せず着岸しようとしたところ、強風に圧流されたため着岸を断念、曳船を要請した。その後、圧流されながら港内を移動中、港内で荒天避泊していた漁船第三十八桂丸および貨物船スチェボン-1に相次いで衝突した。衝突により、本船は左舷中央部から後部の外板に擦過傷、第三十八桂丸は錨索切断、右舷船首部ブルワークの曲損、スチェボン-1は船首部外板の損傷などを生じた。事故当時、天候は雨で風力8の東南東の風が吹いており、最大瞬間風速が約20メートルに達する状況で、強風・波浪注意報が発令されていた。事故原因はらいらっくおよび運航管理者の運航基準不遵守、着岸断念後の不適切な措置とされた。 